# Ring 3 (Silkeborg)
 Denne artikel bør gennemlæses af en person med fagkendskab for at sikre den faglige korrekthed.
 
 For alternative betydninger, se Ring 3. (Se også artikler, som begynder med Ring 3)
Ring 3  også kaldet Højmarkslinjen er en tosporet ydre ringvej der går rundt om Silkeborg. 
Vejen skal være med til at hjælpe med afviklingen af trafikken til og fra Silkeborg så byen ikke bliver belastet af for meget gennemkørende trafik.
Vejen forbinder Borgdalsvej i syd med Eidervej i vest, og har forbindelse til Borgdalsvej, Linåvej, Hårupvej, Dybdalen, Resendalvej, Østre Højmarksvej, Nordre Højmarksvej og Vestre Højmarksvej og ender i Eidervej i det vestlige Silkeborg.